# Hastula inconstans
Hastula inconstans é uma espécie de gastrópode do gênero Hastula, pertencente a família Terebridae.